# تنمية المجتمع

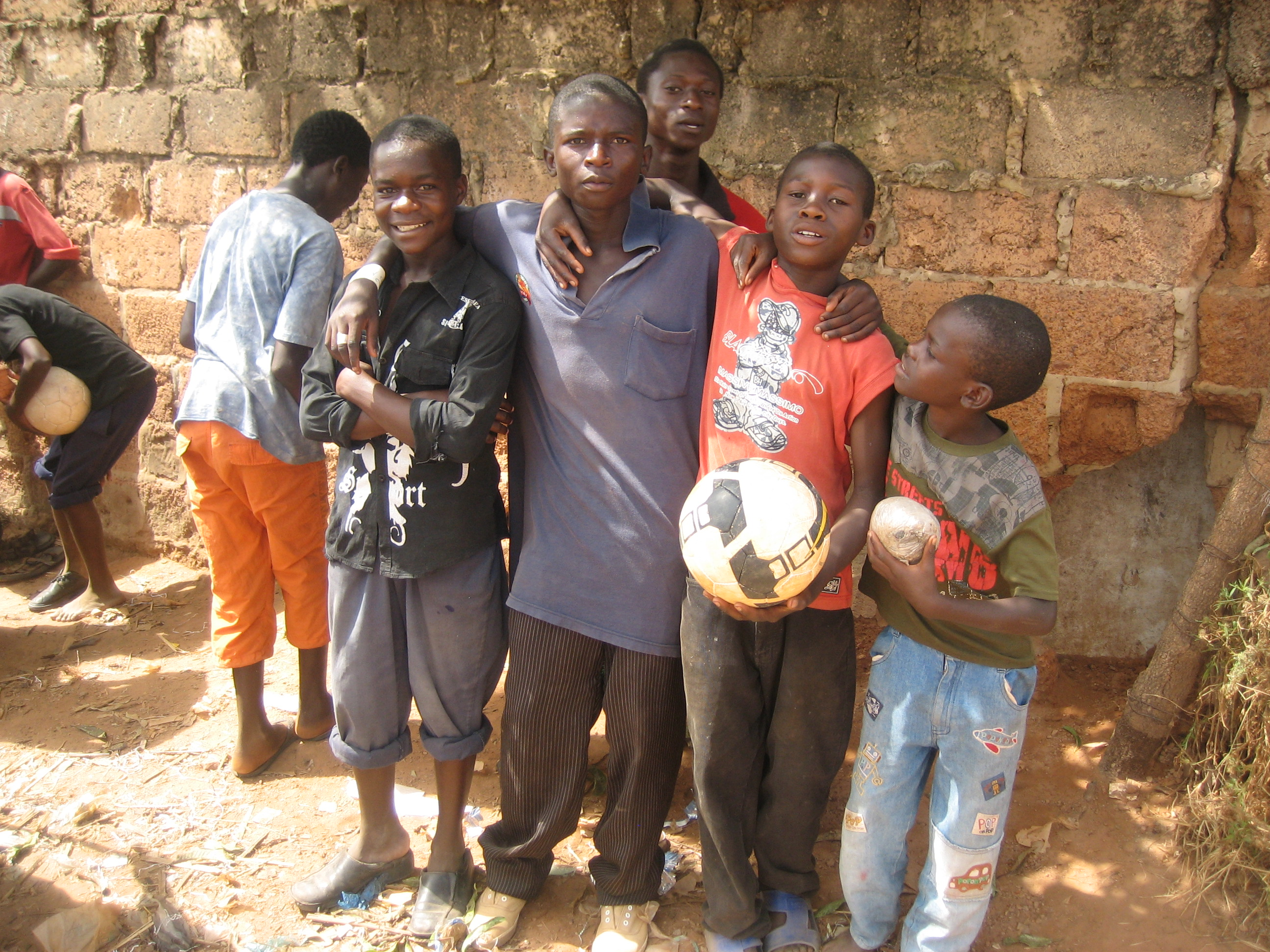

تنمية المجتمع (CD) هو مصطلح عام يطلق على ممارسات النشطاء المدنيين والمواطنين المعنيين والمهنيين والتي تهدف إلى بناء مجتمعات محلية أقوى وأكثر قدرةٍ على المقاومة.
تسعى تنمية المجتمع إلى تمكين الأفراد والجماعات بإكسابهم المهارات التي يحتاجونها لإحداث تأثير في مجتمعاتهم. وعادةً ما تنشأ تلك المهارات بتشكيل جماعات اجتماعية كبيرة تعمل على تنفيذ أجندة عامة. ويجب أن يعي العاملون في تنمية المجتمع كيف يتعاملون مع الأفراد وكيف يؤثرون في الحالات المجتمعية في سياق المؤسسات الاجتماعية....
هناك عدد هائل من المسميات الوظيفية للعاملين في تنمية المجتمع ومن بين أصحاب الأعمال الذي يعملون لديهم السلطات العامة والمنظمات التطوعية أو غير الحكومية التي تمولها الدولة أو الهيئات المستقلة المانحة. ومنذ السبعينيات من القرن العشرين، تم أيضًا تعديل كلمة «مجتمع» في العديد من الوظائف والمهن الأخرى بدءًا من الشرطة والعاملين في الصحة إلى المصممين والمهندسين المعماريين الذين يعملون مع الجماعات الأكثر حرمانًا والمجتمعات والذين تأثروا بمناهج تنمية المجتمع.
لقد طور المشتغلون في تنمية المجتمع على مدار سنوات عديدة مجموعة من المهارات والمناهج للتعامل داخل المجتمعات المحلية وبشكل خاص مع الشعوب المحرومة. ومن أمثلة ذلك الأساليب التعليمية الأقل رسمية ومهارات تنظيم المجتمع والعمل الجماعي. ومنذ الستينيات والسبعينيات من القرن العشرين ومن خلال برامج مكافحة الفقر المختلفة في كل من الدول المتقدمة والنامية، تأثر المشتغلون بتنمية المجتمع بالتحليلات الهيكلية المتعلقة بأسباب الحرمان والفقر، بما يعني عدم المساواة في توزيع الثروة والدخل والأراضي إلخ، وبشكل خاص عدم المساواة في السلطة السياسية والحاجة إلى حشد القوة البشرية لإحداث تغير اجتماعي. ومن ثم فإن تأثير مثل هؤلاء المعلومين مثل باولو فيير ومحور عملهم هو أيضًا تسيير الفقراء. ومن الشخصيات البارزة التي أثرت في هذا المجال ساول ألينسكي (قواعد للراديكاليين) وإي إف سشاومشير (صغير وجميل).
تستضيف المملكة المتحدة حاليًا الهيئة الدولية الرئيسية التي تمثل تنمية المجتمع وهي الاتحاد الدولي لتنمية المجتمع. ولقد بدأ الاتحاد الدولي لتنمية المجتمع عمله في الولايات المتحدة عام 1953 ثم انتقل إلى بلجيكا في السبعينيات ثم إلى المملكة المتحدة (اسكتلندا) عام 1998. ولقد انتشر مصطلح تنمية المجتمع انتشارًا واسعًا في الدول الناطقة باللغة الإنجليزية، أي في الولايات المتحدة الأمريكية والمملكة المتحدة وأستراليا وكندا ونيوزلندا ودول أخرى في الكومنولث. كما استخدم هذا المصطلح في بعض الدول في شرقي أوروبا نتيجة نشاط مؤسسات تنمية المجتمع في المجر ورومانيا. ولقد أصبحت جريدة تنمية المجتمع الدولية، التي تنشرها Oxford University Press، والتي انطلقت عام 1967، المنتدى الأساس للبحث ونشر نظريات تنمية المجتمع الدولية وممارساتها العملية.
تحظى مناهج تنمية المجتمع بتقدير دولي. ولقد أقرت منظمات مثل الأمم المتحدة ومنظمة الصحة العالمية ومنظمة التعاون الاقتصادي والبنك الدولي والمجلس الأوروبي والاتحاد الأوروبي تلك المناهج والأساليب كأدوات مهمة للتنمية المحلية الاجتماعية والاقتصادية والثقافية والبيئية والسياسية.

## التعريفات
هناك تعريفات تكميلية لتنمية المجتمع. فيعرف تقرير «تحديات تنمية المجتمع» (Community Development Challenge)، الذي تصدره جهة عاملة تضم كبرى المنظمات البريطانية في المجال (منها «مؤسسو الاتحاد» (Foundation Builders) ومؤسسة تنمية المجتمع (Community Development Foundation), وبورصة تنمية المجتمع (Community Development Exchange) واتحاد تعلم تنمية المجتمع (Federation for Community Development Learning)) تنمية المجتمع بأنها:
"مجموعة من القيم والممارسات التي تلعب دورًا خاصًا في التغلب على الفقر والعوز، وربط أواصر المجتمع على المستوى الشعبي وتعميق الديمقراطية. وهناك تخصص تنمية المجتمع تعرفه المعايير المهنية الوطنية ومجموعة من النظريات والخبرات التي تعود إلى أفضل جزء في القرن. وهناك مواطنون نشطون يستخدمون تقنيات تنمية المجتمع من منطلق تطوعي، وهناك أيضًا تخصصات أخرى ووكالات تستخدم منهج تنمية المجتمع أو جوانب منه.”
تعرف بورصة تنمية المجتمع تنمية المجتمع بأنها:
«تجمع ما بين كونها مهنة» مثل عامل تنمية المجتمع في السلطات المحلية) وطريقة للتعامل مع المجتمعات. غرضها الأساسي إقامة مجتمعات على أسس العدالة والمساواة والاحترام المتبادل.
وتنطوي تنمية المجتمع على تغيير العلاقات بين الأفراد العاديين والأفراد في مناصب السلطة، بحيث يمكن لكل شخص أن يدلوا بدلوه في المشكلات التي تؤثر على حياتهم. وتنطلق تنمية المجتمع من مبدأ أن كل مجتمع يمتلك ثروة من المعرفة والخبرات التي إن استخدمت بطرق مبتكرة، يمكن توجيهها في قنوات من العمل الجمعي لتحقيق أهداف المجتمع المرجوة.
يعمل المشتغلون في تنمية المجتمع إلى جانب الشعوب في المجتمعات للمساعدة في إقامة علاقات مع شخصيات بارزة ومع المنظمات من أجل التعرف على الهموم العامة. فهم يخلقون الفرص أمام المجتمع لتعلم مهارات جديدة، ويساعد المشتغلون في تنمية المجتمع على تعزيز الاندماج الاجتماع والمساواة من خلال تمكين الأفراد من العمل معًا.
يمكن تمييز عدد من مناهج تنمية المجتمع المختلفة، منها: التنمية الاقتصادية المجتمعية (CED); وبناء القدرات المجتمعية; وتكوين رأس المال الاجتماعي; والتنمية السياسية القائمة على المشاركة; والعمل المباشر غير العنيف; والتنمية المستدامة إيكولوجيًا; وتنمية المجتمع القائمة على الأصول; وتنمية المجتمع القائم على أساس ديني; وممارسة العمل الاجتماعي في المجتمع; وبحوث تشاركية مجتمعية (CBPR); والحشد المجتمعي] وتمكين المجتمع; والمشاركة المجتمعية; والتخطيط بالمشاركة ويشمل ذلك التخطيط القائم على المجتمع (CBP); التنمية القائمة على المجتمع (CDD); ومناهج تمويل المجتمعات تمويلاً مباشرًا.
إن التعليم والتمكين على مستوى المجتمع، الذي ينتج عن زيادة فرص التعليم، يشكل مكونًا حاسمًا في تنمية المجتمع وبشكل خاص تنمية المجتمعات التي تنقصها الخدمات والتي لديها موارد تعليم عام وموارد تدريب مهني محدودة. لقد أصبح تطوير القوة العاملة والمشكلات والتحديات الناتجة عن عبور الفجوة الإلكترونية، وزيادة مستويات الاندماج الإلكتروني على مستوى المجتمع من الأهمية بمكان في هذا السياق ومن أجل توفير وصول ميسور التكلفة لأجهزة الكمبيوتر والإنترنت وتوفير التدريب على كيفية استخدام هذه الموارد وصيانتها.
إن المجتمعات المحلية التي لا يمكنها التواصل والمشاركة في مجتمع الإنترنت الشامل والعالمي تصبح أكثر هامشية يومًا بعد يوم. ومن ثم حيثما كان ينظر إلى التنمية العمرانية بتركيزها على المنشآت والبنية التحتية المادية باعتبارها المسار الأساسي للمضي قدمًا في تنمية المجتمع، ينبغي أن تصبح تنمية البنية التحتية لأجهزة الكمبيوتر والإنترنت والوصول إليهما وتمكين المجتمع من ذلك من المحاور المركزية للمضي قدمًا. ولقد أصبحت هذه الرؤية من محاور العمل النشط في مؤسسات كل من القطاعين العام والخاص بما في ذلك المؤسسات والمنظمات غير الربحية. وفي الولايات المتحدة، سعت بعض المنظمات غير الربحية مثل بيرسكولاس إلى «كسر دائرة الفقر بتوفير الفرص التعليمية والتقنية والاقتصادية أمام الأفراد والعائلات والمجتمعات» كوسيلة لتنمية المجتمعات التي تخدمها.

### في نصف الكرة الشمالي
في القرن التاسع عشر، سعت أعمال المفكر الاشتراكي روبرت أوين من ويلز (1771-1851) إلى إنشاء مجتمع أكثر كمالاً. وفي نيو لانارك وفي مجتمعات لاحقة مثل أونيدا في الولايات المتحدة وحركة نيو أستراليا في أستراليا، تجمعت الناس معًا بهدف إنشاء مدينة فاضلة أو مجتمعات فاضلة عالمية وحققوا درجات مختلفة من النجاح.
في الستينيات في الولايات المتحدة بدأ مصطلح «تنمية المجتمع» في التكامل والنزول عمومًا محل التجديد العمراني الذي يركز عادةً على مشروعات التنمية المادية على حساب مجتمعات طبقات العمال. وفي حقبة الستينيات الماضية اهتمت الجمعيات الخيرية مثل مؤسسة فورد والمسؤولون الحكوميون مثل السيناتور روبرت إف كيندي بالمنظمات غير الربحية المحلية - وكانت من المنظمات الرائدة مؤسسة ترميم بيدفورد ستيفيسانت في بروكلين- التي حاولت استخدام المهارات التجارية والإدارة في رسالتها الاجتماعية المتمثلة في محاولة النهوض بالمقيمين من محدودي الدخل وجيرانهم. وفي النهاية أصبحت تلك الجماعات تعرف باسم «مؤسسة تنمية المجتمع». ولقد نصت القوانين الفيدرالية التي بدأت بـ قانون تنمية المجتمع والإسكان على السبيل المتاح أمام الولاية والحكومات المحلية لتوجيه التمويل لمؤسسات تنمية المجتمع والمنظمات غير الربحية الأخرى.
لقد قامت المنظمات الوطنية مثل مؤسسة إعادة الاستثمار في الجوار (Neighborhood Reinvestment Corporation) (التي تأسست عام 1978 وتعرف الآن باسم أعمال الجوار في أمريكا (NeighborWorks America)), ومؤسسة دعم المبادرات المحلية (Local Initiatives Support Corporation)(تأسست عام 1980 وتعرف باسم LISC), ومؤسسة المشروع (Enterprise Foundation) (تأسست عام 1981) بإقامة شبكات موسعة من المنظمات غير الربحية المحلية التابعة لها والتي تساعدها بتوفير التمويل اللازم لبرامج تنمية مجتمع لا حصر لها في المجتمعات الحضرية والمجتمعات الريفية. وتقيد مؤسسات تنمية المجتمع ومثلها من المنظمات ببدء العمل الذي يؤدي إلى استقرار وانتعاش مناطق الأحياء المركزية التي يبدو أنها ميؤوس منها مثل جنوب برونكس في مدينة نيويورك.
تنتهج تنمية المجتمع في المملكة المتحدة اتجاهين أساسيين. أولهما كان منهج الإعداد لاستقلال الدول عن الإمبراطورية البريطانية السابقة في حقبتي الخمسينيات والستينيات. وعلى الصعيد الداخلي حقق هذا المنهج ازدهارًا شعبيًا كبيرًا لأول مرة مع برامج حكومة حزب العمل لمكافحة الحرمان في الستينيات والسبعينيات. والمثال الرئيسي على ذلك برنامج تنمية المجتمع الذي قاد عملية تنمية المجتمع في المناطق المحلية. ولقد أثر هذا على عدد من الهيئات المحلية الحضرية، وبشكل خاص على برنامج تنمية المجتمع الرئيسي في اسكتلندا في منطقة ستراثكليد (البرنامج الأكبر في هذا الوقت في أوروبا).
لقد كانت «مؤسسة جولبنكين» الممول الأساسي للحملات والتقارير التي أثرت في تطوير تنمية المجتمع في المملكة المتحدة منذ الستينيات الماضية وحتى الثمانينيات. ولقد تضمن ذلك التوصية بوجود معهد أو مركز وطني لتنمية المجتمع قادر على دعم الإجراءات وتوجيه النصح للحكومة والهيئات المحلية بشأن السياسة. ولقد تأسس هذا بشكل رسمي عام 1991 تحت اسم «مؤسسة تنمية المجتمع». وفي عام 2004 قام صندوق كارنيجي بالمملكة المتحدة بإنشاء «حملة استقصاء» حول مستقبل تنمية المجتمعات الريفية بهدف البحث في مشكلات مثل إصلاح الأراضي وتغير المناخ. ولقد قام صندوق كارنيجي لتمويل ما يزيد عن 60 مشروعًا بحثيًا حول إجراءات تنمية المجتمعات الريفية في أنحاء المملكة المتحدة وأيرلندا وممارسات المجتمعات الوطنية والدولية لتبادل الخبرات. وضم ذلك الاتحاد الدولي لتنمية المجتمع.
تم في عام 1999 إنشاء منظمة تكون مسؤولة على مستوى المملكة المتحدة عن وضع معايير التدريب المهني التخصصي لجميع المشتغلين في مجال التعليم والتنمية العاملين في المجتمعات المحلية، واعترفت حكومة حزب العمل بهذه المنظمة. وأطلق على هذه المنظمة اسم PAULO - مؤسسة التدريب الوطنية لتعليم وتنمية المجتمع. (تمت تسميتها نسبةً إلى باولو فريير). واعترف بها رسميًا وزير الدولة للتعليم والتوظيف، ديفيد بلنكت. وكان أول رئيس لها هو «تشارلي ماكونيل»، المدير التنفيذي لمجلس تعليم المجتمع الإسكتلندي، الذي لعب دورًا أساسيًا في الجمع بين عدد من المصالح المهنية تحت مظلة نظام واحد لمعايير التدريب الوطنية، ولقد شمل ذلك تعليم المجتمع وتنمية المجتمع وتعليم التطوير. ولقد كانت خطوة تضمين تنمية المجتمع خطوة مهمة فقد كان من غير المؤكد ما إذا كان سيتم إضافتها إلى مؤسسة التدريب الوطني للرعاية الاجتماعية. وتمثل مؤسسة التدريب الوطني لتعليم وتطوير المجتمع جميع أصحاب الأعمال الرئيسيين والاتحادات التجارية والروابط المهنية ووكالات التنمية الوطنية العاملة في هذا المجال في جميع أنحاء الدول الأربعة في المملكة المتحدة.
لقد تم تعديل مصطلح «تطوير وتعليم المجتمع» لإقرار أن جميع تلك الجمعيات تعمل بصورة أساسية داخل المجتمعات المحلية، وأن هذا العمل لم يشتمل فقط على توفير دعم تعليمي أقل رسمية، بل اشتمل أيضًا على مسألة التنمية الشاملة واسعة النطاق في تلك المجتمعات - من الناحية الاجتماعية الاقتصادية والبيئية والثقافية والسياسية. وبضم هذه المجموعات المهنية معًا فهذا يوجد قطاع توظيف ملحوظًا فرديًا لأول مرة يضم ما يقرب من 300 ألف موظف بدوام كامل ودوام جزئي في المملكة المتحدة، وتعمل نسبة 10% تقريبًا بدوام كامل. ولقد استمرت مؤسسة التدريب الوطني في تمييز نطاق مختلف من المهن في هذا القطاع، فهناك مثلاً المتخصصون الذين يعملون أساسًا مع الشباب، ولكن اتفق الجميع أنهم يتشاركون مجموعة جوهرة من المناهج المتخصصة في عملهم. ولقد أصبحت مؤسسة التدريب الوطني عام 2002 جزءًا من «مجلس مهارات القطاع» الشامل للتعلم طوال الحياة.
ترجع جذور تنمية المجتمع في كندا إلى تطوير اتحادات الائتمان التعاونية ومؤسسات التمويل الشعبية. ولقد كان لـ حركة أنتيجونيش التي بدأت في العشرينيات من القرن العشرين في نوفا سكوشا، من خلال أعمال الطبيب موسى كوادي والأب جيمس تومبكينز، تأثير كبير في التوسعات اللاحقة في أعمال التنمية الاقتصادية للمجتمع في جميع أنحاء كندا.

### في نصف الكرة الجنوبي
لقد اكتسبت تقنيات تخطيط المجتمع المعتمدة على تاريخ حركات المدينة الفاضلة أهمية في العقدين الثاني والثالث من القرن العشرين في شرق أفريقيا، حيث كانت اقتراحات تنمية المجتمع تعتبر وسيلة لمساعدة الشعب المحلي في تطوير حياتهم من خلال مساعدة غير مباشرة من السلطات الاستعمارية.
موهانداس كرمشاند غاندي تبنى مُثل تنمية المجتمع الأفريقي على أساس أشرام جنوب أفريقيا، ثم قدم هذا كجزء من حركة الحكم الذاتي الهندية، بهدف إنشاء ترابط اقتصادي على مستوى القرية في جميع أنحاء الهند. ومع استقلال الهند، ورغم استمرار أعمال فينبوا هيف في تشجيع الإصلاح الزراعي الشعبي، تبنت الهند في حكم رئيس وزرائها الأول جواهر لال نهرو منهج الاقتصاد المختلط، حيث تم خلط عناصر من الاشتراكية والرأسمالية. وفي غضون فترة الخمسينيات والستينيات، قامت الهند بتنفيذ مشروع هائل وشامل لتنمية المجتمع مع التركيز على أنشطة التنمية الريفية من خلال الدعم الحكومي. ولقد اتسع نطاق هذا المشروع لاحقًا وأطلق عليه اسم الخطة المتكاملة للتنمية الريفية [IRDP]. ثم ظهر في السنوات الأخيرة عدد كبير من المبادرات التي يمكن أن تنطوي تحت مظلة تنمية المجتمع.
لقد أصبحت تنمية المجتمع جزءًا من قرى يوجاما التي أنشئت في تنزانيا على يد جوليوس نيريري، ولقد حققت نجاحًا محدودًا في المساعدة في تقديم خدمات التعليم في جميع أنحاء المناطق الريفية، وفيما عدا ذلك حققت درجات متفاوتة من النجاح. وفي العقد السابع والثامن من القرن العشرين، أصبحت تنمية المجتمع جزءًا من إستراتيجية «التنمية الريفية المتكاملة» التي دعمتها الوكالات التابعة لـ الأمم المتحدة وصندوق النقد الدولي. ومن العوامل الرئيسية في سياسات تنمية المجتمع
- برامج تعليم القراءة والكتابة للكبار القائمة على أعمال المعلم البرازيلي باولو فيريري ومنهج «كل فرد يدرس لفرد» لتعليم الكبار القراءة والكتابة والذي وضعه فرانك لوباك.
- مجموعات الشباب والمرأة، اتباعًا لأعمال كتائب سيروا في بوتسوانا، والتي وضعها "Van+Rensburg+Patrick"&searchtype=authors|Mr باتريك فان ريسبرج.
- تطوير مشروعات الأعمال المجتمعية لا سيما المشروعات التعاونية، المعتمدة اعتمادًا جزئيًا على أمثلة خوسيه ماريا أرزميندياريتا ومؤسسات موندراجون التعاونية في منطقة إقليم بالسك في إسبانيا
- التعليم التعويضي لمن فاتهم نظام التعليم الرسمي، اعتمادًا على أعمال التعليم المفتوح التي كان رائدها مايكل يونج.
- نشر تقنيات بديلة], اعتمادًا على أعمال إي إف شوماخر التي دافع عنها في كتابه أهمية المؤسسات الصغيرة: الاقتصاد المعني بالشعوب
- برامج تغذية القرية ومشروعات الزراعة المعمرة، اعتمادًا على أعمال الأستراليين [بيل مولينسون وديفيد هولمجرين.
- برامج توفير المياه للقرى

في التسعينيات وعقب الأعمال النقدية الناجحة لبرامج الحكومة «من أعلى لأسفل»، واعتمادًا على أعمال روبرت بوتنام، في إعادة استكشاف رأس المال الاجتماعي، أصبحت تنمية المجتمع على الصعيد الدولي معنية بتشكيل رأس المال الاجتماعي. لا سيما النجاح المبهر لأعمال محمد يونس في بنجلاديش مع بنك جرامين، فلقد أدى ذلك إلى بروز محاولات لنشر خطط ائتمان المشروعات الصغيرة في جميع أنحاء العالم. ولقد حاز هذا العمل على جائزة نوبل للسلام عام 2006.
إن عمل تنمية النطاق البشري" الحاصل على جائزة رايت ليفيلهوود الذي فاز بها الاقتصادي التشيلي مانفريد ماكس نييف يدعم فكرة التنمية على أساس الاحتياجات البشرية الأساسية، التي تعتبر محدودة وعامة وغير مختلفة بالنسبة لجميع البشر (كونها جزءًا من الحالة البشرية). فهو يرى أن الفقر ينتج عن الإخفاق في إشباع حاجة بشرية معينة، فالفقر لا يعني فقط غياب الأموال. وفي حين أن الحاجات البشرية حاجات محدودة، يبين ماكس نييف أن طرق إشباع احتياجات البشر هي طرق غير محدودة. ويتميز من يشبعون تلك الحاجات بسمات مختلفة: فقد يكونون مخترقين أو مدمرين أو يشعرون بشبع مزف أو شبع تثبيطي أو شبع فرد أو شبع متضافر. ويبين ماكس نييف أن هناك بعض من يشبعون احتياجاتهم، تتم مساعدتهم لإشباع حاجة معينة، وهذا في الواقع يثبط أو يقوض احتمالية إشباع الحاجات الأخرى: على سبيل المثال، سباق التسلح، ففي حين أن يشبع ظاهريًا الحاجة إلى الحماية، فإنه يقوض فعلاً المعيشة والمشاركة والعاطفة والحرية؛ والديمقراطة الرسمية، ففي حين أنها من المفترض أن تلبي الحاجة للمشاركة فإنها تنزع السلطة وتنشر الانعزال; والتلفاز التجاري، ففي حين أنه يستخدم لإشباع حاجة الترفيه، فإنه يتداخل مع ملكات الفهم والإبداع والشخصية. من يشبعون الحاجة إلى المؤازرة، على الناحية الأخرى، لا يشبعون فقط حاجة معينة، بل يؤدي إلى إشباع نواحٍ أخرى: مثل الرضاعة الطبيعية; والإنتاج المدار ذاتيًا; والتعليم الشعبي; ومنظمات المجتمع الديمقراطي; والطب الوقائي; والتأمل; والألعاب التعليمية.

## قراءات أخرى
- Briggs, Xavier de Souza, and Elizabeth Mueller and Mercer Sullivan, From Neighborhood to Community: Evidence on the Social Effects of Community Development Corporation. Community Development Research Center, 1997.
- Ferguson, Ronald F. and William T. Dickens, eds., Urban Problems and Community Development. Brookings Institution Press, 1999. ISBN 0-8157-1875-6, ISBN 978-0-8157-1875-8
- Grogan, Paul and Tony Proscio, Comeback Cities: A Blueprint for Urban Neighborhood Revival. Westview Press, 2002. ISBN 0-8133-3952-9, ISBN 978-0-8133-3952-8
- von Hoffman, Alexander, House by House, Block by Block: The Rebirth of America's Urban Neighborhoods. مطبعة جامعة أكسفورد، 2003, Ppbck. ed., 2004. ISBN 0-19-517614-6, ISBN 978-0-19-517614-8
- Sloman, Annie ijkey=fYtK0bzzkyivzEg&keytype=ref/ Using Participatory Theatre in International Community Development, Community Development Journal, January 2012; Vol. 47, No.1.
- McConnell, Charlie, Community Learning and Development: The Making of an Empowering Profession. Community Learning Scotland/PAULO, 2002, ISBN 0 947919 75 9

## وصلات خارجية
- The Citizen's Handbook
- CDX: the Community Development Exchange, a UK-wide independent membership organisation for community development.
- International Association for Community Development
- Shelterforce: the magazine for community development, affordable housing, and community building.
- Knowledgeplex: a news and information resource for the affordable housing and community development field.
- Sustainable Urban Development Resource Guide